# Ryūichi Hirashige
Ryūichi Hirashige (平繁 龍一 Hirashige Ryūichi?, 15 de junio de 1988, Hiroshima) es un exfutbolista japonés que se desempeñaba como delantero.

## Trayectoria

### Clubes
| Club                | País  | Año         |
| ------------------- | ----- | ----------- |
| Sanfrecce Hiroshima | Japón | 2007 - 2012 |
| Tokushima Vortis    | Japón | 2010        |
| Tokyo Verdy         | Japón | 2011        |
| Thespakusatsu Gunma | Japón | 2013 - 2014 |
| Roasso Kumamoto     | Japón | 2015 - 2017 |
| Kataller Toyama     | Japón | 2017        |
| Thespakusatsu Gunma | Japón | 2018 - 2019 |

## Estadística de carrera

### J. League
| Club                | Año   | J. League | J. League | Copa J. League | Copa J. League | Total | Total |
| Club                | Año   | Part.     | Goles     | Part.          | Goles          | Part. | Goles |
| ------------------- | ----- | --------- | --------- | -------------- | -------------- | ----- | ----- |
| Sanfrecce Hiroshima | 2007  | 20        | 0         | 6              | 2              | 26    | 2     |
| Sanfrecce Hiroshima | 2008  | 17        | 5         | -              | -              | 17    | 5     |
| Sanfrecce Hiroshima | 2009  | 9         | 0         | 4              | 1              | 13    | 1     |
| Tokushima Vortis    | 2010  | 26        | 4         | -              | -              | 26    | 4     |
| Tokyo Verdy         | 2011  | 12        | 4         | -              | -              | 12    | 4     |
| Sanfrecce Hiroshima | 2012  | 3         | 2         | 2              | 0              | 5     | 2     |
| Thespakusatsu Gunma | 2013  | 41        | 13        | -              | -              | 41    | 13    |
| Thespakusatsu Gunma | 2014  | 20        | 7         | -              | -              | 20    | 7     |
| Roasso Kumamoto     | 2015  | 23        | 1         | -              | -              | 23    | 1     |
| Roasso Kumamoto     | 2016  | 31        | 6         | -              | -              | 31    | 6     |
| Roasso Kumamoto     | 2017  | 7         | 1         | -              | -              | 7     | 1     |
| Kataller Toyama     | 2017  | 13        | 0         | -              | -              | 13    | 0     |
| Total               | Total | 222       | 43        | 12             | 3              | 234   | 46    |